# Палей, Абрам Рувимович
Абра́м Руви́мович Пале́й (22 февраля 1893, Екатеринослав — 11 января 1995, Москва) — русский и советский писатель-фантаст, поэт и очеркист.

## Биография
Родился в Екатеринославе в 1893 году. Затем жил в Полоцке, где закончил четырёхклассное городское училище, в 1908 году его семья вновь переехала в Екатеринослав.
В 1908 году дебютировал в екатеринославской печати — писал стихи и заметки. В 1913 году окончил гимназию и поступил в Женевский университет, но, приехав в 1914 году домой на каникулы, не смог вернуться к обучению из-за начала первой мировой войны. Находясь в Петрограде, поступил в Психоневрологический институт, откуда перевёлся на юридический факультет Санкт-Петербургского университета.
После Февральской революции вернулся в Екатеринослав, где окончил Высший институт народного образования. В 1922 году переехал в Петроград. в 1924 году окончил литературно-художественное отделение факультета общественных наук Петроградского университета. Член Союза писателей с 1935.
Был арестован (по обвинению «в подготовке заговора против Сталина и Маленкова»); первоначальным поводом для ареста стал рассказ «Истребитель 2Z», название которого по случайности совпало с обозначением действительно разрабатывавшегося в те годы секретного истребителя. Год провёл в Лубянской тюрьме. После освобождения жил в Москве, работал в журнале «В бой за технику». В 1941 году окончил Университет марксизма-ленинизма.
Участник Великой Отечественной войны. В 1941 — рядовой 671-го артполка резерва Главного командования, с 1942 — автоматчик 19-го стрелкового полка 38-й армии. В 1944 был демобилизован по болезни.

## Творчество
Начинал своё творчество как поэт: впервые его стихи появились в екатеринославской газете «Южная заря» в 1908 году. В 1922 году вышел сборник его стихов, который отметил В. Брюсов.
В 1920-е годы начал работать в жанре научной фантастики и известен главным образом благодаря этому направлению своего творчества. Его произведения, написанные в жанре твёрдой научной фантастики, посвящены традиционным темам: космическим полётам, изобретениям и открытиям и т. п. Первая научно-фантастическая публикация — «Человек без боли» (1929). Роман «Гольфштрем» (1928) представляет собой вариацию на тему романов «Человек, укравший Гольфштрим» Ж. Тудуза и «Завет предка» В. Ирецкого. В фантастическом романе «Планета Ким» (1930), посвящённом энтузиастам ракетных двигателей, описана экспедиция в космическое пространство. Роман «Остров Таусена» (1948) навеян «Островом доктора Моро» Уэллса и посвящён перспективам генетики. Эта книга вызвала критику за «пропаганду вейсманизма-морганизма» и после неё Палея долго не печатали. В 1968 году вышел роман «В простор планетный», который описывает исследователей, живущих и работающих на Венере.
Александр Беляев писал, что Абрам Палей вдохновил его на творчество в жанре фантастики.

## Семья
Брат — Исаак Рувимович Палей (1902, Екатеринослав — 1968, Москва), советский педагог, специалист в области методики преподавания русского языка.

## Произведения

### Проза
- Война золотом: Альманах приключений. М., 1927
- Гольфштрем: Фантастическая повесть. М., 1928 (Библиотека «Огонек»; № 404)
- Литературные портреты. М., 1928 (Библиотека «Огонек»; № 323)
- Планета Ким: Фантастический роман. Харьков, 1930
- Человек без боли. М., 1930
- Научно-фантастические рассказы. М., 1937 (Библиотека «Огонёк»; № 62)
- Остров Таусена: Научно-фантастические повести. М.; Л., 1948 (Библиотека приключений)
- В простор планетный. М., 1968 (Путешествия. Приключения. Фантастика)

### Документальная проза
- Встречи на длинном пути, М., 1990

### Поэзия
- Бубен дня: Стихи. Екатеринослав, 1922